# Lukovna
Lukovna je malá vesnice, část města Sezemice v okrese Pardubice. Nachází se asi 2 km na sever od Sezemic. V roce 2009 zde bylo evidováno 30 adres. V roce 2001 zde trvale žilo 66 obyvatel.
Lukovna je také název katastrálního území o rozloze 2,22 km2.